# Hedvig Amalia von Hessenstein

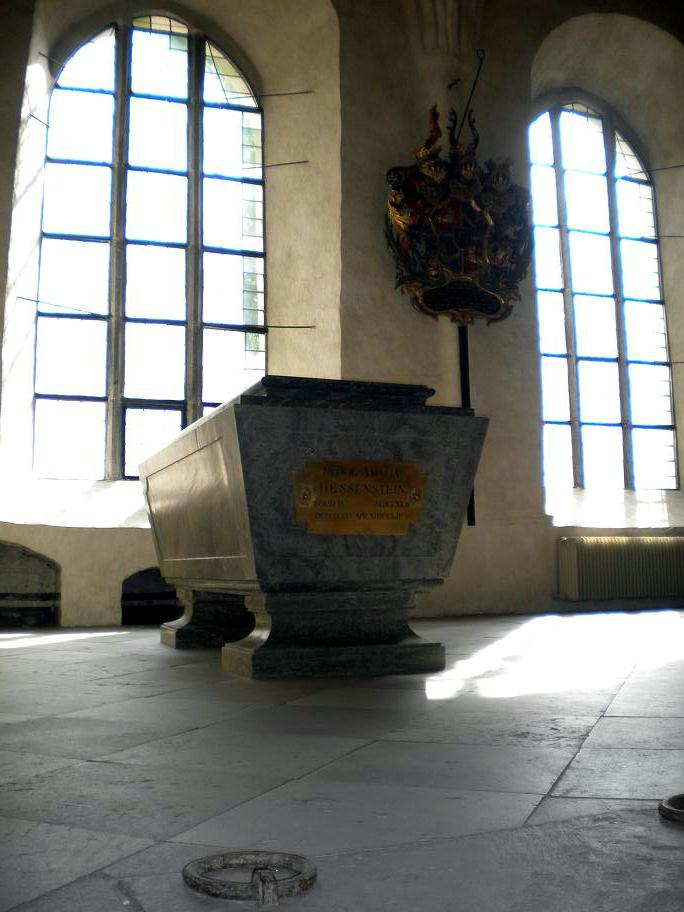
Hedvig Amalia von Hessensteins grav i Strängnäs domkyrka

Hedvig Amalia von Hessenstein, född den 2 februari 1744, död den 25 april 1752, var en tysk riksgrevinna och utomäktenskaplig dotter till kung Fredrik I av Sverige.
Hedvig Amalia var fjärde och yngsta barn till kung Fredrik och dennes älskarinna Hedvig Taube, vilken avled endast nio dagar efter dotterns födelse. Därmed stäcktes (enligt historikern Carl Georg Starbäck) kungens planer på att, sedan han 1741 blivit änkling, kunna få gifta sig med Hedvig och få parets barn offentligt erkända. 
Kung Fredriks gunstling, sjöofficeren Carl Tersmeden, berättar i sina memoarer att "den lilla fröken Amalie" av sina släktingar på moderns sida fördes till Kungshatt för att där uppfostras av sin mormor Christina Maria Taube, född Falkenberg. Som gammal vän till familjen Taube fick Tersmeden av kungen "nådig befallning" att "minst 2 gånger i veckan [...] fara ut och höra, huru det lilla sköna barnet mådde".
Hedvig Amalia var endast åtta år gammal när hon avled och begravdes 1752 i Strängnäs domkyrka bredvid sin mor, efter att en av hennes bröder köpt ett gravvalv där.
Jämte sina bröder figurerar Hedvig Amalia i Carl Jonas Love Almqvists roman Herrarne på Ekolsund (1847).